# Conscio
Secondo la teoria psicoanalitica freudiana, il conscio (in tedesco Bewusst), da non confondersi con l'Io, è il substrato mentale superiore, ovvero quello che fa avere la consapevolezza di sé stessi e del proprio rapporto con l'ambiente circostante.
Per comprendere meglio quanto detto si deve rapportare il conscio all'inconscio, ovvero alla sua controparte più nascosta; tutto ciò che conosciamo e ricordiamo con consapevolezza è dominio del conscio, mentre eventuali esperienze rimosse sono relegate all'inconscio, dove comunque restano attive.
Il tema è stato approfondito da Kant col suo concetto di Io penso e da Schopenhauer, a cui Freud molto si riferisce.